# Сотрудничество Ирана со странами Африки
Иран ищет новых союзников в то время, как международное сообщество усиливает его политическую и экономическую изоляцию. Эта изоляция проявляется в ужесточении экономических санкций и эмбарго ЕС на нефть, введенного после того, как ИРИ отказалась отвечать на вопросы о своей ядерной программе (Ядерная программа Ирана).
Новые союзники, найденные Тегераном в Латинской Америке, отражают дипломатические усилия президента Ирана, направленные на поддержание связей ИРИ с международным сообществом. Наряду с наращиванием сотрудничества с государствами Латинской Америки, которое некоторое время находилось в центре всеобщего пристального внимания, первые лица Ирана посещают и африканские страны, обещая увеличить товарооборот и инвестировать в различные проекты. Иран осваивает новые рынки и делает ставку на развитие отношений со странами Африки. Особый интерес для Ирана представляет сотрудничество в сфере экономики.
В ходе визита в Буркина-Фасо, Гану и Того Манучехр Моттаки, который в то время занимал пост министра иностранных дел Ирана, отметил, что народы мира больше не хотят подчиняться «несправедливой системе». Лидеры африканских стран выступили с заявлениями о своем отношении к дипломатическим шагам Ирана, предпринятым в африканском направлении. Во время апрельского визита Ахмадинежада в Харара, премьер-министр Зимбабве Цвангираи назвал этот визит «колоссальным политическим скандалом». Представители его Движения к демократическим переменам также прокомментировали, что Ахмадинежад «… снискал репутацию разжигателя войны, нарушителя прав человека, палача инакомыслящих и лидера с сомнительной легитимностью».

## Помощь Африке
Деятельность Ирана в Африке включает в себя обещания построить заводы и начать реализацию новых проектов в различных африканских странах:
1. Проекты по поставке нефти и воды в Кению.[11]
2. Создание совместной ирано-зимбабвийской инвестиционной компании.[12]
3. Строительство заводов по производству цемента и асфальта на Коморских островах.[13]
4. Строительство нефтеперерабатывающего завода, завода по сборке тракторов и фабрики по производству говяжьих консервов в Уганде.[14]
5. Расширение 120-миллионного кредита от иранского банка Развития экспорта на покупку иранских тракторов для Сенегала.[15]
6. Строительство первого центра диализа в Сьерра-Леоне.[16]

Кроме того, в 2010 году в Тегеране был проведен Ирано-африканский форум, призванный расширить экономическое и политическое сотрудничество, в котором приняли участие представители более чем сорока африканских государств.
Некоторые из этих проектов не были завершены или даже начаты. Признаки разочарования африканских стран в своем союзнике отчетливо видны уже по тому, что 20 государств недавно пригрозили закрыть свои посольства в Тегеране в ответ на то, что они называют неспособностью Ахмадинежада выполнить обещания, данные во время его визитов в Африку.

### Примеры ирано-африканских проектов

#### Мали — ГЭС
В июне 2007 года во время своего визита в Иран президент Мали Амаду Тумани Туре попросил иранского коллегу помочь в строительстве дамбы и ГЭС в Мали. Иранцы серьезно отнеслись к этому проекту. Через год, в апреле 2008 года, Тегеран объявил об увеличении финансирования проекта на 120 млн евро. Эти деньги должны были находиться в ведении банка Садерат. К тому времени банк уже попал под санкции США (его активы в Великобритании были заморожены позднее, в 2010 году). Строительные работы должны были продлиться 4 года, а гарантом защиты от рисков выступил иранский фонд
В марте 2009 года министр иностранных дел Ирана Моттаки снова выразил поддержку проекта строительства ГЭС иранской стороной.. Однако в ходе встречи парламентариев из Мали с представителями консульства Ирана о статусе проекта не было сказано ни слова.

#### Сенегал — нефтеперерабатывающий завод
Сенегал называли «иранскими воротами в Африку». Экспорт в Сенегал в 2009 году оценивался в 16 млн долларов и превысил объемы товарооборота Ирана со всеми африканскими странами, вместе взятыми.
Отношения Ирана с Сенегалом укрепились за время пребывания Ахмадинежада на посту президента ИРИ. Иран построил в африканской республике химический завод и предприятие по сборке автомобилей. Результатом тесных отношений с Ираном стало голосование сенегальской делегации в ООН против резолюций, осуждающих Иран за нарушения прав человека.
На сегодняшний день самый амбициозный проект Ирана в Сенегале — строительство завода по переработке сырой нефти. Реализация этого проекта может благотворно повлиять на экономику Сенегала и превратить республику в экспортера нефти.
Иран выдвинул идею строительства завода летом 2007 года, однако к 2010 году стороны все еще вели переговоры по реализации проекта. Во второй половине 2010 года ирано-сенегальские отношения ухудшились. Это произошло после того, как в Нигерии задержали партию оружия, предположительно предназначенного для Сенегала. Моттаки отправился в Сенегал для переговоров с официальными лицами республики, но во время этой поездки был снят с должности президентом Ирана. В результате инцидента Сенегал понизил уровень дипотношений с Ираном и отозвал своего посла из Тегерана. Отношения между двумя странами улучшились только после того, как назначенный на пост министра иностранных дел Ирана Али Акбар Салехи посетил с визитом Дакар и предложил сенегальцам помощь в размере 200 млн долларов.
23 февраля 2011 года МИД Сенегала опубликовал заявление, в котором говорилось, что из оружия, которое Иран поставлял повстанцам Казаманса, были убиты сенегальские солдаты. В результате этого инцидента Сенегал разорвал дипломатические отношения с Ираном.

## Судан
Иран имеет прочные дипломатические отношения с Суданом и сотрудничает с ним в военной сфере. Отношения между странами постоянно развиваются с того момента, как в 1989 году к власти в африканской республике пришел Омар аль-Башир. С 80-х гг. прошлого века Иран, в частности КСИР, активно сотрудничали с суданцами. В это время был построен Иранский культурный центр в Хартуме. Иранская оппозиция заявляла, что группы КСИР, базировавшиеся в Судане, оказывают поддержку суданской армии в боевых действиях в Дарфуре. Кроме того, иранская компания, расположенная в Дубае, нарушила эмбарго Совета безопасности ООН на поставку оружия в Дарфур и продала суданским военным аппаратуру для слежения, используемую в БПЛА.
В 2009 году комиссия ООН в Аддис-Абебе, которой было поручено следить за соблюдением эмбарго на поставки оружия в Дарфур, в своем докладе подтвердила, что упомянутая иранская компания действительно поставила суданцам видеоаппаратуру для беспилотников, предназначенную для слежения за объектами в Дарфуре. Оборудование под названием «Flash Back 2», попавшее к суданцам, было произведено британской компанией Ovation Systems и продано компании Mousaei Product в ОАЭ. В результате расследования комиссии ООН выяснилось, что Mousaei Product — подставное предприятие. На самом деле аппаратуру закупала Millennuim Product Company LLC, зарегистрированная в ОАЭ, директором и менеджером по продажам которой оказались граждане Ирана.
Более того, согласно отчету Базы статистических данных ООН по торговле товарами 96 % стрелкового оружия, легких вооружений и боеприпасов, экспортированных в Судан в 1992—2005 гг. (стоимостью более 70 млн долларов), были поставлены Ираном и Китаем.
В сентябре 2008 года группа повстанцев из Движения за освобождение Судана сбила в Дарфуре беспилотник. Это был Ababil-111, произведенный иранцами и способный нести на борту бомбу весом до 100 кг. Организация по защите прав человека Human Rights First заявила, что Иран поставляет Судану оружие, несмотря на оружейное эмбарго ООН 2004 года. В докладе организации говорилось, что Иран «продал Судану оружия более чем на 12 млн долларов, включая поставку танков на сумму около 8 млн долларов».
В 2008 году министр обороны ИРИ Мостафа Мохаммад Наджар провел встречу с главой парламента Судана, в ходе которой заявил, что очень доволен уровнем военного сотрудничества с африканской республикой и что взаимодействие в военной сфере способствовало укреплению отношений между двумя странами. В ходе визита Наджар подписал соглашение о военном сотрудничестве между Ираном и Суданом. Более того, в 2006 году Верховный лидер Ирана аятолла Али Хаменеи на встрече с президентом Судана заявил, что Иран готов передать свои ядерные технологии соседним странам, в частности, Судану.
На протяжении многих лет власти Ирана поддерживали суданское правительство в вопросе Дарфура. Иран подверг критике Международный уголовный суд, когда тот в 2009 году выдал ордер на арест аль-Башира за военные преступления и преступления против человечества в Дарфуре. В ответ Судан выступил в поддержку ядерной программы Ирана.
Иран объявил ордер на арест аль-Башира «несправедливым и выданным из политических соображений». В марте 2009 года спикер Меджлиса Ирана Али Лариджани нанес официальный визит в Судан, в ходе которого встретился с аль-Баширом и выразил ему поддержку.
Кроме того, в 2008 году предшественник Лариджани, бывший спикер Меджлиса доктор Голям-Али Хаддад Адель посетил Судан и также заявил, что Иран поддерживает аль-Башира и его действия в Дарфуре. В ответ на это лидер суданского Движения справедливости и равенства Махмуд А. Сулейман заявил, что «иранская поддержка действий хартумского режима в Дарфуре подстегнет геноцид в Дарфуре, повлечет за собой еще больше потерь среди гражданского населения и приведет к катастрофе».